# Станфилд (Аризона)
Станфилд (енгл. Stanfield) насељено је место без административног статуса у америчкој савезној држави Аризона.

## Демографија
По попису из 2010. године број становника је 740, што је 89 (13,7%) становника више него 2000. године.
| Група             | 2000.       | 2010.       |
| Белци             | 166 (25,5%) | 151 (20,4%) |
| Афроамериканци    | 26 (4,0%)   | 26 (3,5%)   |
| Азијати           | 0 (0,0%)    | 12 (1,6%)   |
| Хиспаноамериканци | 401 (61,6%) | 489 (66,1%) |
| Укупно            | 651         | 740         |